# 大山 (愛知県)
大山（おおやま）は、愛知県田原市にある標高320 mの山。渥美半島の南西部の先端寄りに位置する。ふもとの集落の名をとって、「越戸の大山（おっとのおおやま）」とも呼ばれている。他の別名が、高嶺山、高根山。山域は三河湾国定公園の指定を受けている。

## 概要
渥美半島及び田原市の最高峰である。渥美半島は赤石山系の延長上に存在し、北東から南西にかけて標高は低いながらも山が続いている。南面は太平洋の遠州灘に面し、山頂からは太平洋や三河湾が一望できる。天気がよければ北側も見られるが、低いながらも山が連なっているのがわかる。大山から三河湾側に見える山は、田原市内の雨乞山である。同じ市内の藤尾山・蔵王山等の山々も望むことができる。

## 環境
伊良湖岬にかけて9-10月頃にサシバなどの鷹の渡りが見られる。山麓ではサンコウチョウ、オオルリ、ヤブサメなどの夏鳥の繁殖が確認されている。周辺の山麓の農地ではキャベツなどの野菜や電照菊などの花卉類が栽培されている。

### 地質
渥美半島の北側の三河湾に沿って海底を通っている中央構造線の南側に位置する。古生層と渥美層群（洪積層）からなり、太平洋側が急斜面となり北側が緩やかな斜面となっている。山体はチャート、石灰岩の古生層 で構成されている。

### 越戸大山原生林
南国的な温かい地域で照葉樹林などの原生林が広がっていて、山域の「越戸大山原生林」は三河国定公園の特別地域の区域指定を受けている。その周辺は渥美半島県立自然公園の指定を受けている。南面にはタブノキ、シイ、ウバメガシなどの常緑広葉樹林の原生林があり、林床にナチシダなどの温暖性のシダ類が見られる。中腹にはカゴノキ、クスノキ、ヒメユズリハ、シロダモ、ヤブニッケイ、クロバイなども分布し、上部ではアカマツなどが分布している。

### 北山麓のシデコブシ自生地

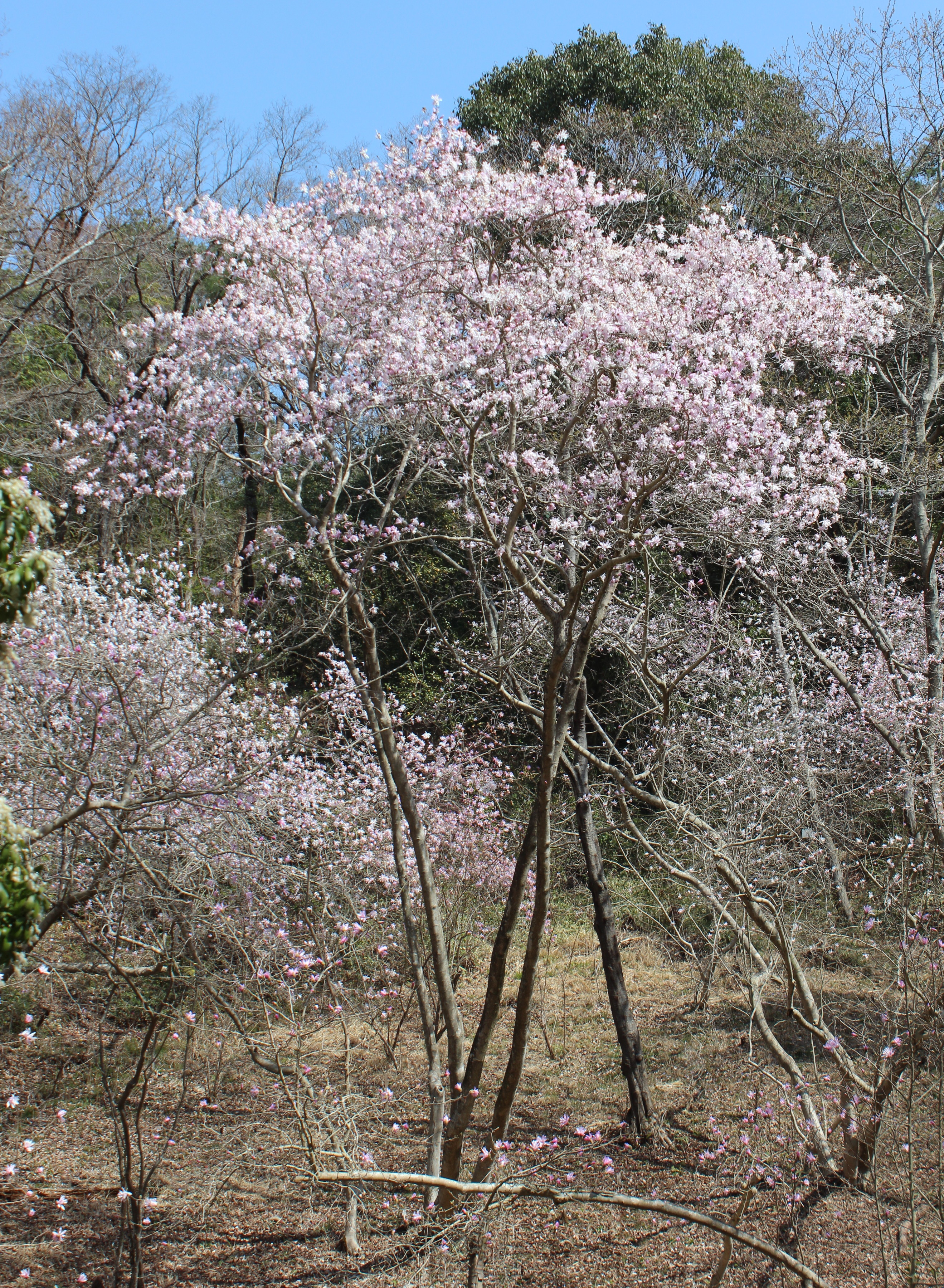
シデコブシ

北山麓には「椛のシデコブシ自生地」があり、1970年（昭和45年）6月19日に国の天然記念物に指定された。また椛のシデコブシ自生地の東約500 mには「伊川津のしでこぶし」があり、1967年（昭和42年）10月30日に県の天然記念物に指定された。この北山麓の自生地はシデコブシの南限 である。シデコブシは環境省によるレッドリストで準絶滅危惧の指定を受けていて、愛知県のレッドリストで絶滅危惧II類の指定を受けている。

## 登山

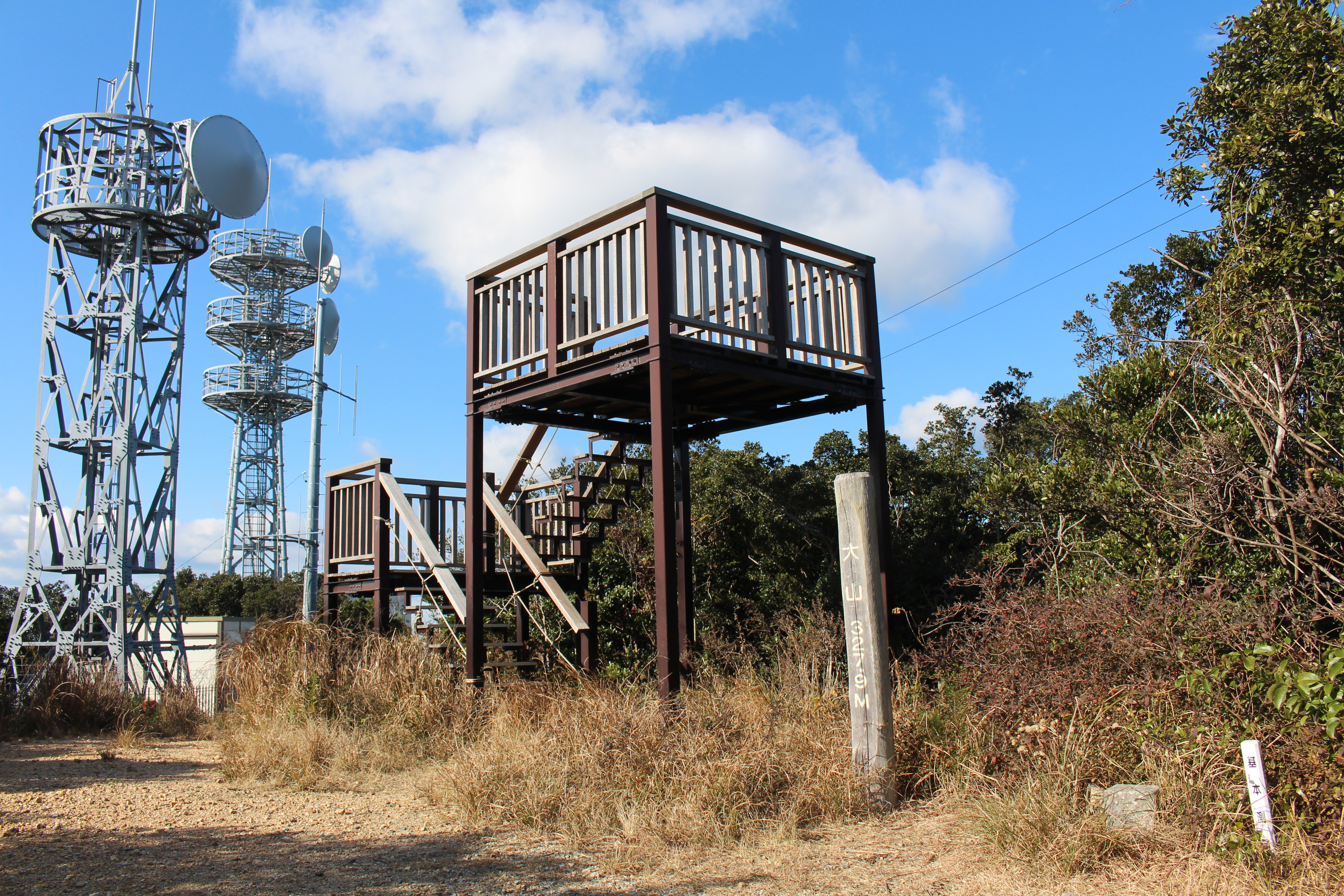
山頂に設置されている展望台、一等三角点、通信施設の鉄塔（2014年12月）

各方面から登山道が開設されていて、山頂には一等三角点（基準点名「大山」）、展望台 などが設置されている。山頂からは渥美半島、恋路ヶ浜、伊勢湾に浮かぶ神島、三河湾を望むことができる。夏は登山に不向きで、登山適期は10-5月とされている。麓の保育園、小学校、中学校で遠足が行われている。

### 越戸からのコース
登山道（林道）は整備されているが、急傾斜で石ころが多い。車両の乗り入れは禁止されていないが、かなりの急傾斜であるため事実上乗り入れは困難である。南麓の越戸の登山口には白山比咩神社があり、その上部には御岳神社がある。
- 大山下バス停 - 白山比咩神社の鳥居 - 水場 - 山頂広場 - 大山[4][7]

### あつみ大山トンネル北口からのコース
農免道路のあつみ大山トンネル北口から山頂に至るコースがある。下部は杉の植林地の急斜面で、中間点付近で雨乞山方面からの渥美半島横断路の尾根道に合流する。山頂直下には見晴らしの良い岩塊があり、富士山、南アルプス、中央アルプス、御嶽山が見渡せることがある。
- あつみ大山トンネル北口 - 植林地 - 尾根合流点 - 露岩 - 山頂広場 - 大山[5]

### 椛のシデコブシ自生地からのコース
北麓の「椛のシデコブシ自生地」（国の天然記念物）付近の登山口から山頂に至るコースがある。椛のシデコブシは3月下旬から4月上旬頃に開花する。雨乞山から大山へと南北に延びる稜線上には、腰掛岩とヘソ岩と呼ばれる見晴らし台がある。
- 椛のシデコブシ自生地 - 椛峠 - 腰掛岩 - ヘソ岩 - 露岩 - 山頂広場 - 大山[5]

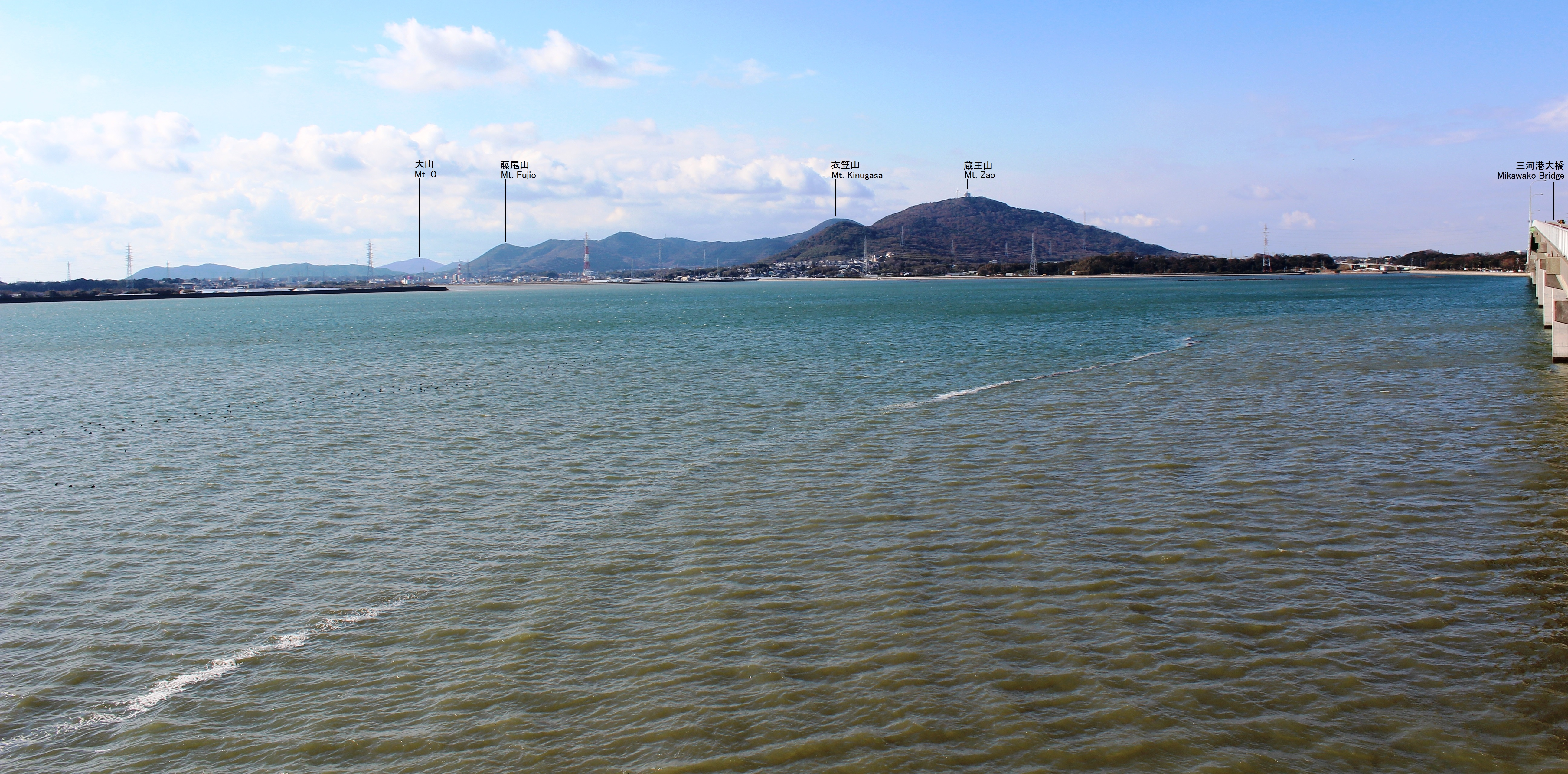
三河港橋から望む汐川干潟と田原アルプス（右に蔵王山、左端に藤尾山）、左奥に大山（画像解説付）

## 地理
太平洋側の遠州灘の海岸線から1.2 kmほど北に位置する。大山から雨乞山へ尾根がほぼ南北に連なる。東方に位置する蔵王山、藤尾山、衣笠山などからなる「田原アルプス」と称される山域と独立した山域。北山腹を豊川用水東部幹線水路が貫通する。

### 周辺の主な山
| 山容                                                                                | 山名   | 標高(m) | 三角点等級 基準点名 | 大山からの 方角と距離(km) | 備考                         |
| ----------------------------------------------------------------------------------- | ------ | ------- | ------------------- | ------------------------- | ---------------------------- |
| 東方の麓から望む蔵王山（2012年5月12日）                                             | 蔵王山 | 250.40  | 四等 「蔵王山」     | 北東 14.0                 | 田原アルプス                 |
| 三河港橋から望む汐川干潟と田原アルプス（右に蔵王山、左端に藤尾山）（2012年12月1日） | 藤尾山 | 207.72  | 三等 「大久保村」   | 北東 10.5                 | 田原アルプス                 |
| 大山から望む雨乞山（2014年12月9日）                                                 | 雨乞山 | 233     |                     | 北 3.1                    |                              |
| 北側の雨乞山方面のへそ岩から望む大山（2014年12月9日）                               | 大山   | 328.03  | 一等 「大山」       | 0                         | 渥美半島の最高峰             |
| 日出の石門付近から望む恋路ヶ浜と伊良湖岬周辺の宮山（2014年12月9日）                 | 宮山   | 139.79  | 二等 「伊良湖村」   | 西 10.6                   | 宮山原始林（国の天然記念物） |

### 源流の河川
以下の河川を源とする山。
三河湾へと流れる河川
免々田川、新堀川
太平洋へと流れる河川
鮎川、長尾川、宮下川、大山川、弘法川、精進川

### 交通・アクセス

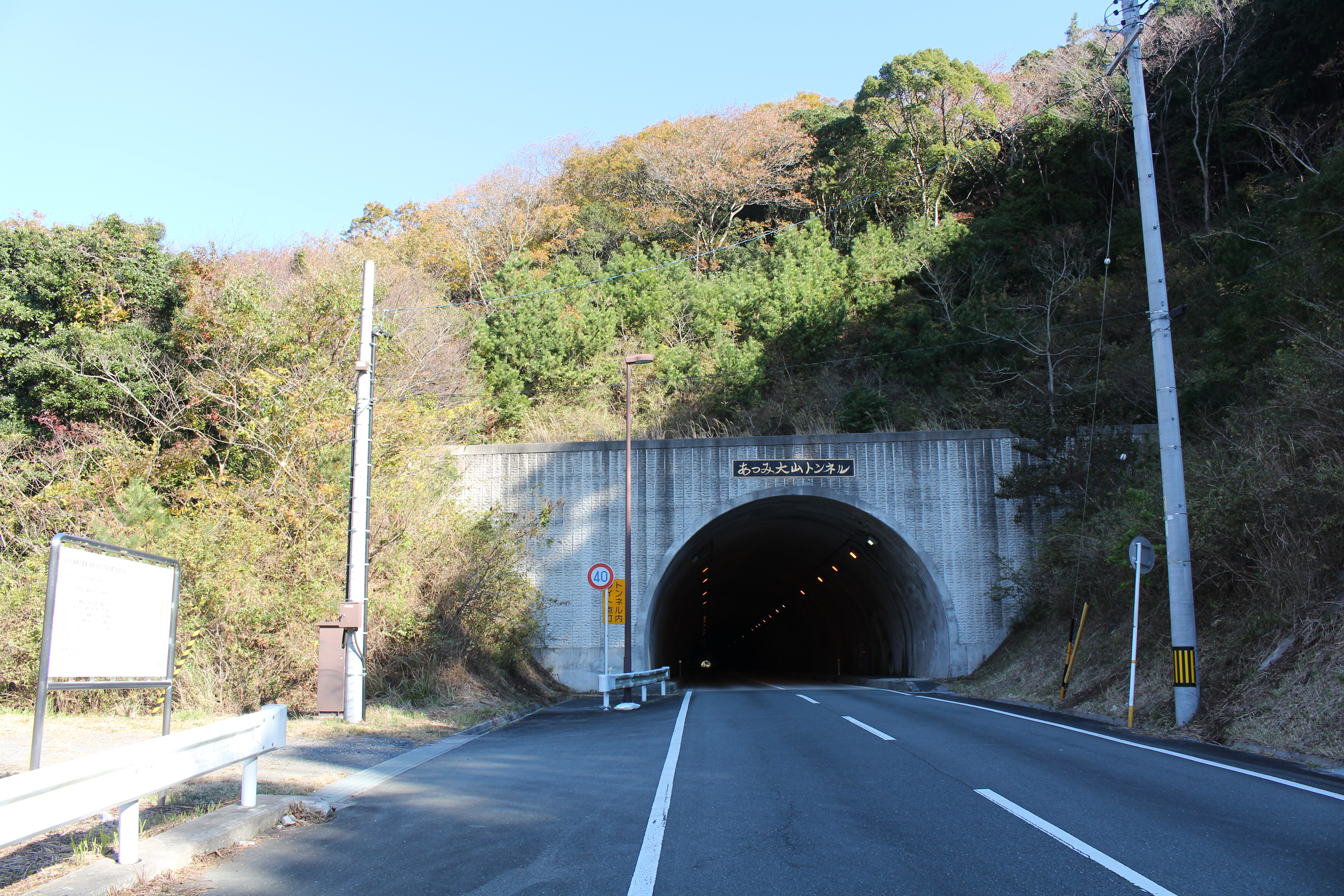
北西山腹を貫通する渥美農免道路のあつみ大山トンネルの南入り口

遠州灘沿いの南山麓に国道42号が通り、その南側に自転車用道路（渥美サイクリングロード）が並走する。北西山腹を渥美農免道路のあつみ大山トンネル（長さ1,230 m、幅員9.25 m、2002年開通）が貫通し、三河湾側の田原市伊川津町と太平洋側の田原市和地町とを結ぶ。山域の北側の三河湾沿いに、国道259号が通る。
- 豊鉄バス伊良湖支線「大山下」バス停の北1 kmに位置する。
- 豊橋鉄道渥美線三河田原駅の西南西13 kmに位置する[8]。
- 東名高速道路豊川インターチェンジの南西36 kmに位置する。

## 無線電信施設

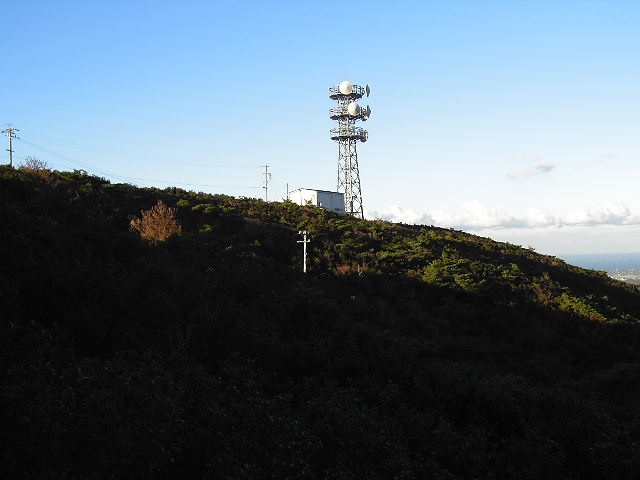
大山の新電波塔（2004年11月）

太平洋に面した渥美半島には、明治中期以降多くの軍事施設が設けられた。太平洋を一望できる大山には、無線電信施設が建設された。太平洋戦争末期には空襲を受けている。また、「東海地方を空襲する米軍爆撃機が、移動する際に大山を目印にしていた」との話もある。2004年10月にこの無線電信施設は電信システムのデジタル化に伴い、撤去された。
現在山頂部にはNTT、KDDI(au) の通信施設の鉄塔が設置されている。

## 大山離着陸訓練場問題

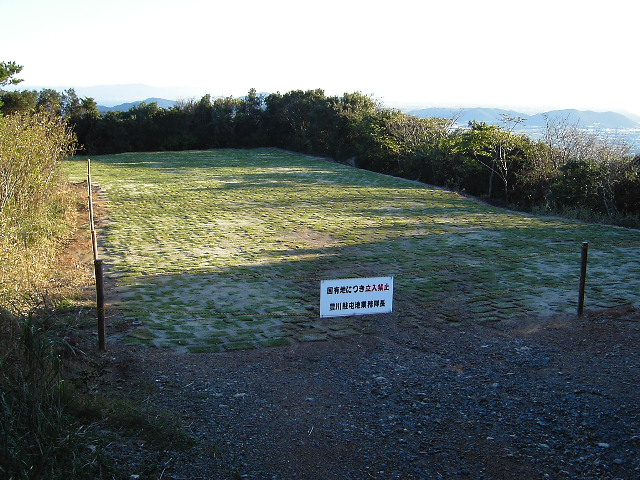
大山の旧電波塔跡地（2004年11月）

2004年10月に撤去された大山山頂部の旧電波塔跡地を、三重県の明野駐屯地にある陸上自衛隊航空学校のヘリコプター離着陸訓練場とする計画が持ち上がり、地域住民、日本野鳥の会、WWFジャパンなどにより自然保護と騒音公害の観点から反対運動が起こった。2005年9月に、陸上自衛隊と田原市との間で「周辺の自然環境に配慮する」という覚書が取り交わされて、2005年11月に訓練場が完成した。反対運動などもあってその後7年間訓練が一度も実施されることはなく、2012年12月に訓練場の撤去が決定された。

## 大山の風景と眺望

### 大山の風景

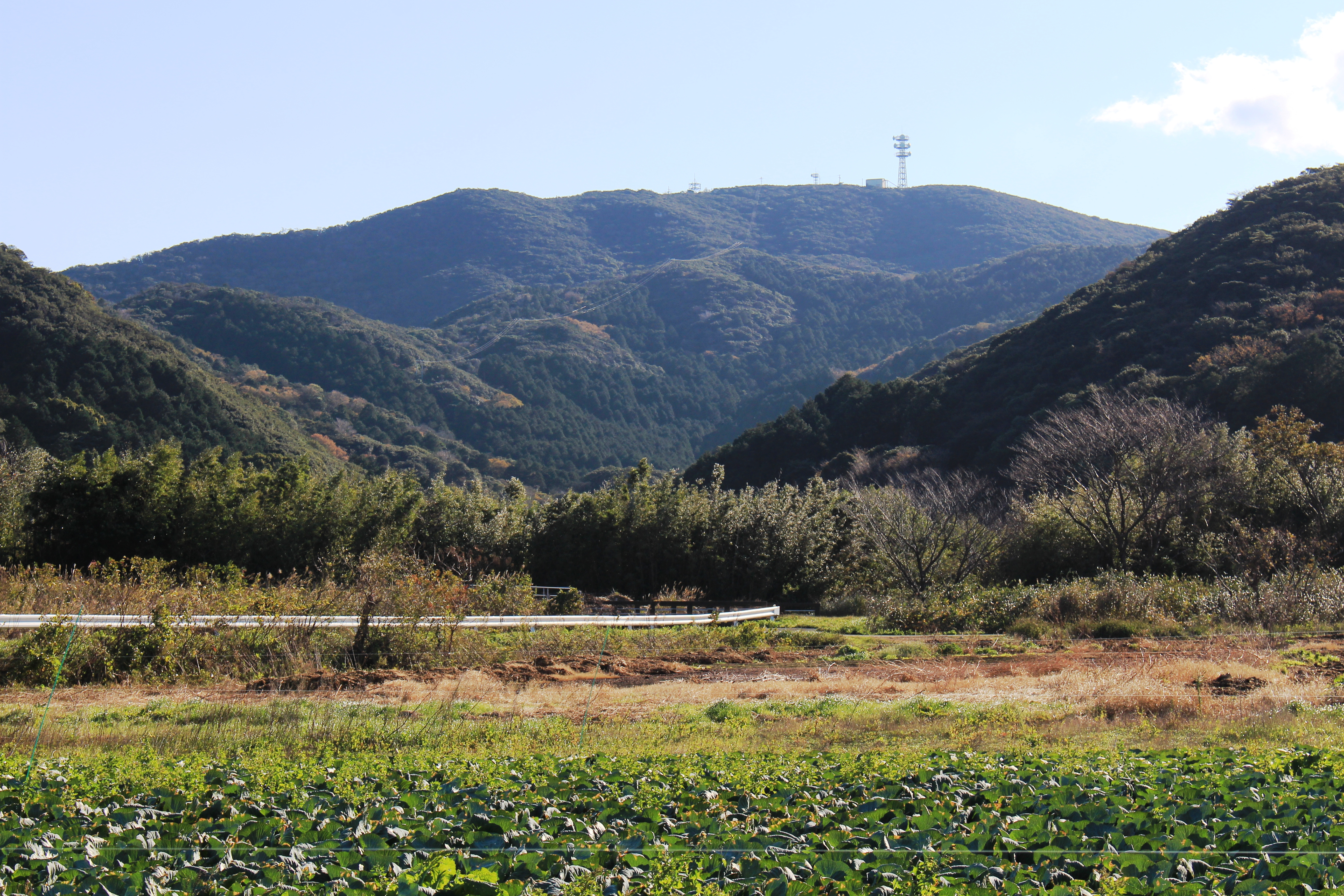
北麓の伊川津のキャベツ畑から望む大山
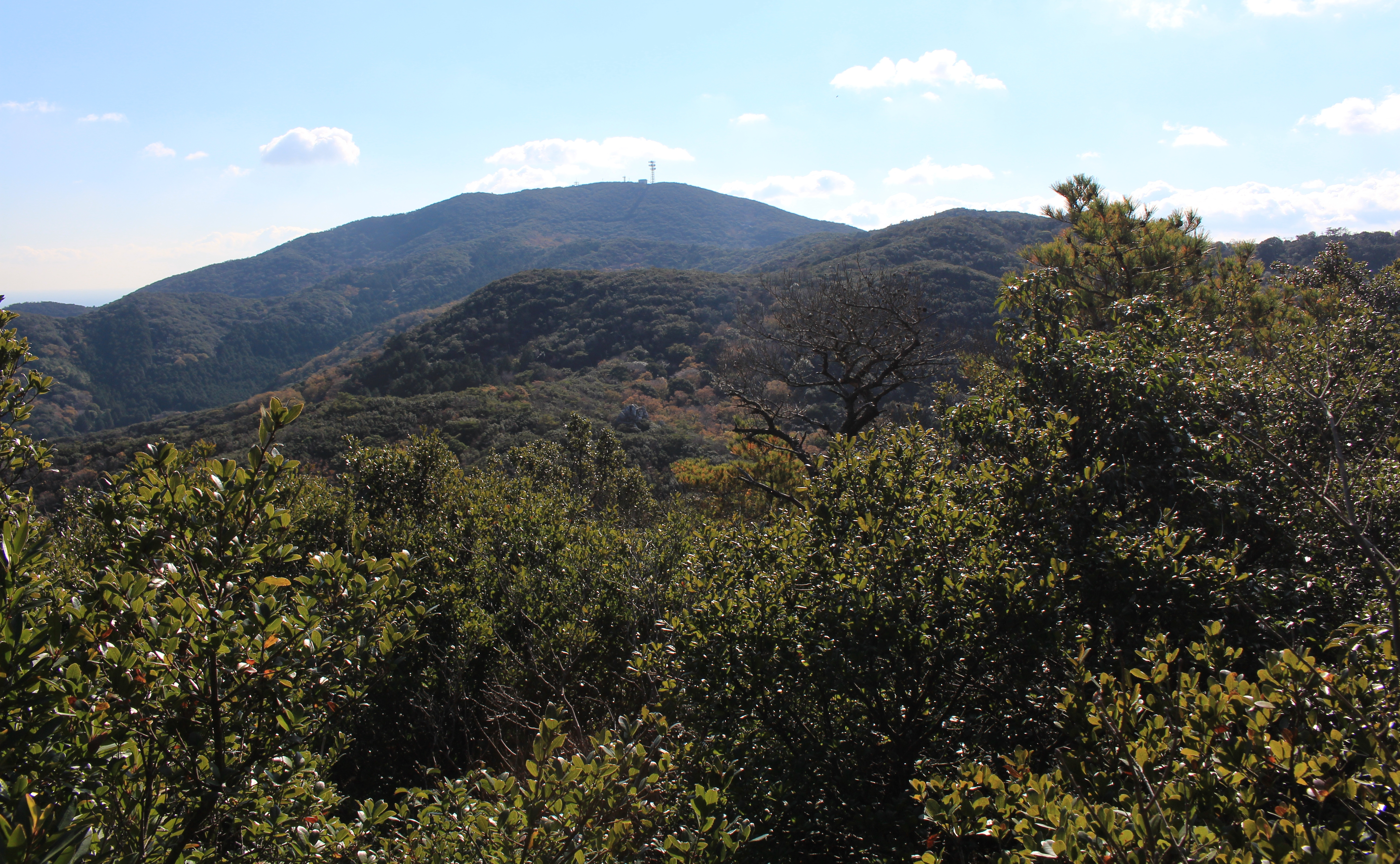
北側の狼煙山から望む大山

### 大山からの眺望
1897年（明治30年）に、柳田國男が伊良湖岬を旅した際に登頂し、『和地の大山は伊勢の海を大観するには、この上なきなり』と述べている。

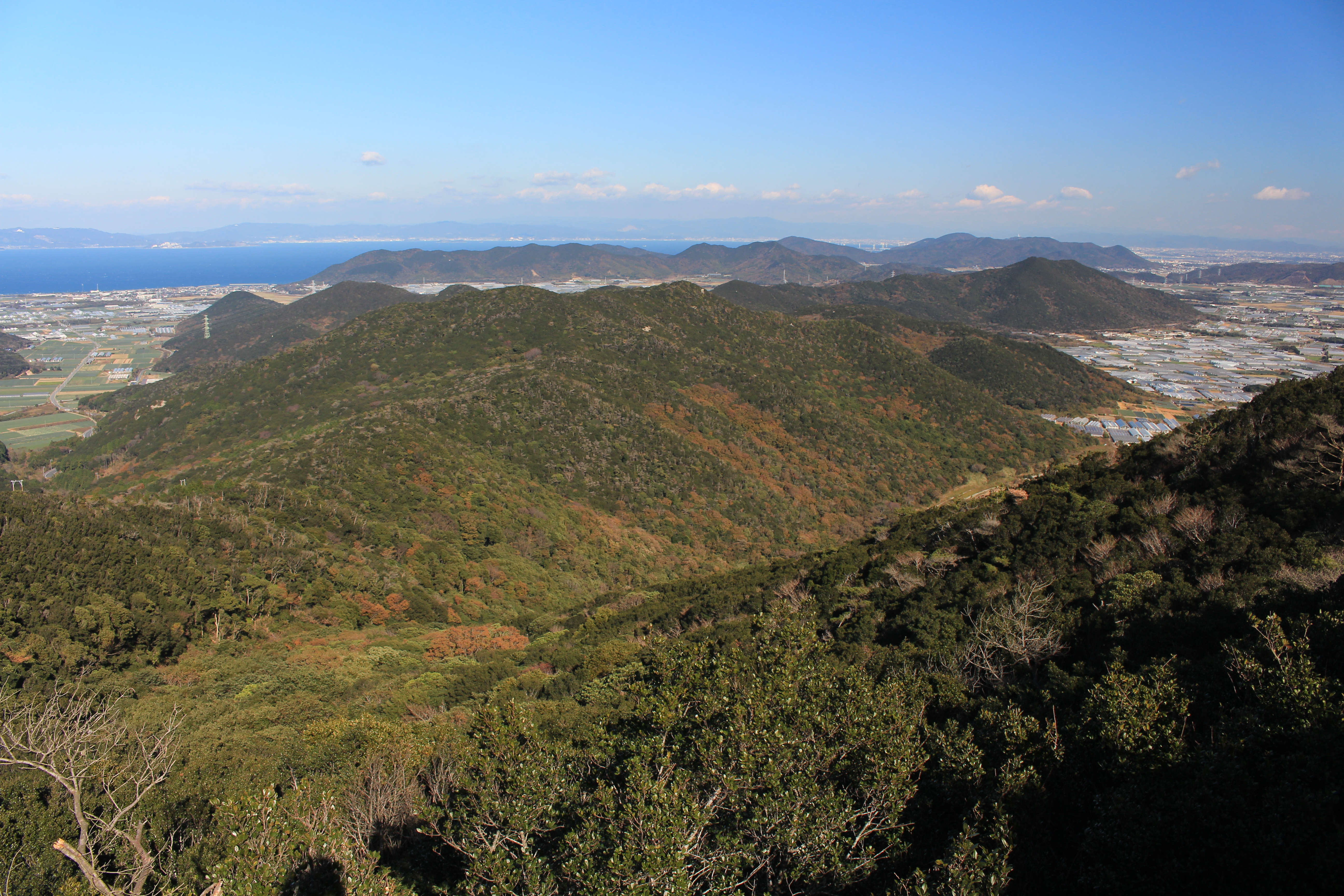
田原アルプス（遠方左から衣笠山、蔵王山、藤尾山）方面の山並み（北東）
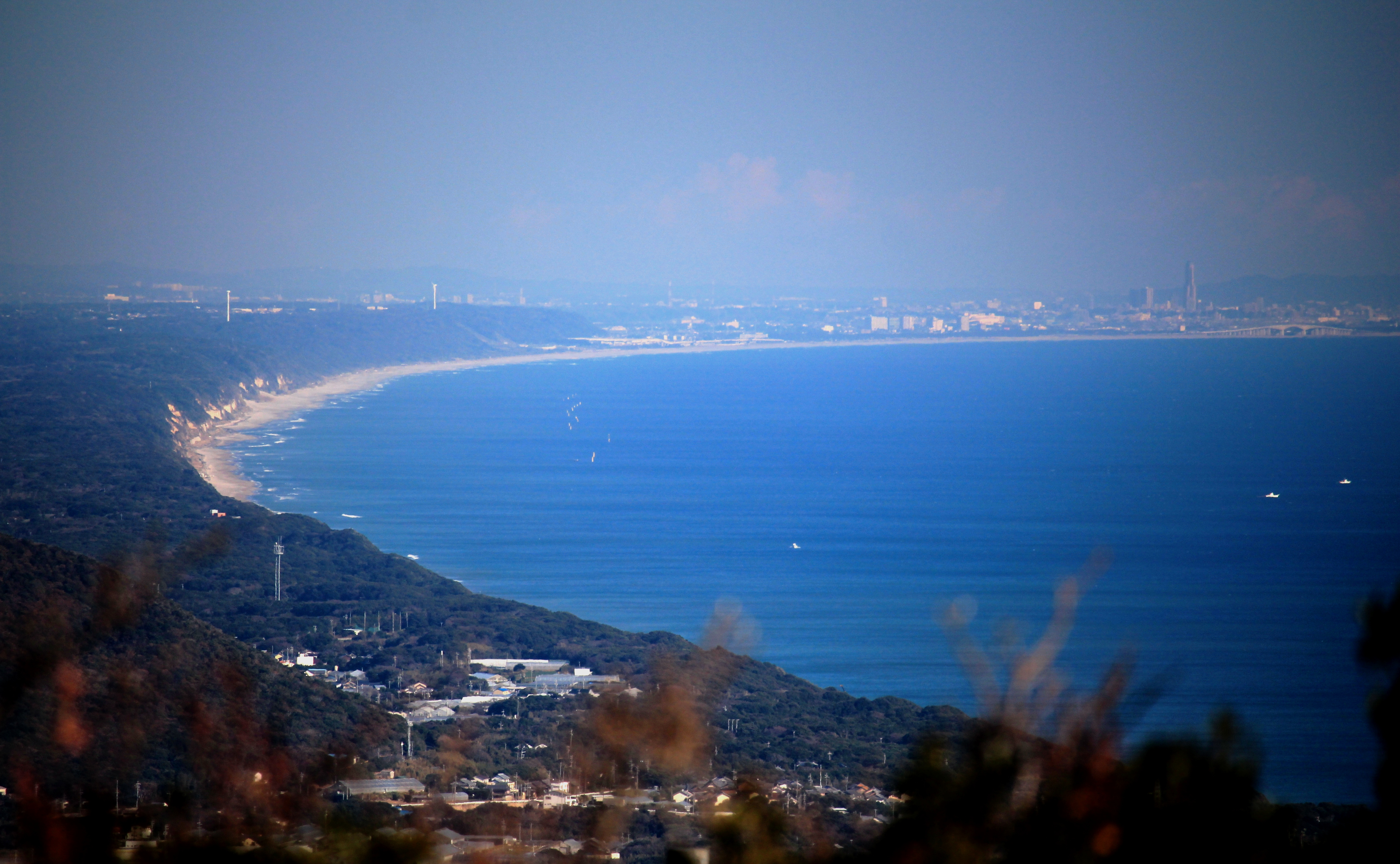
遠州灘（南東）
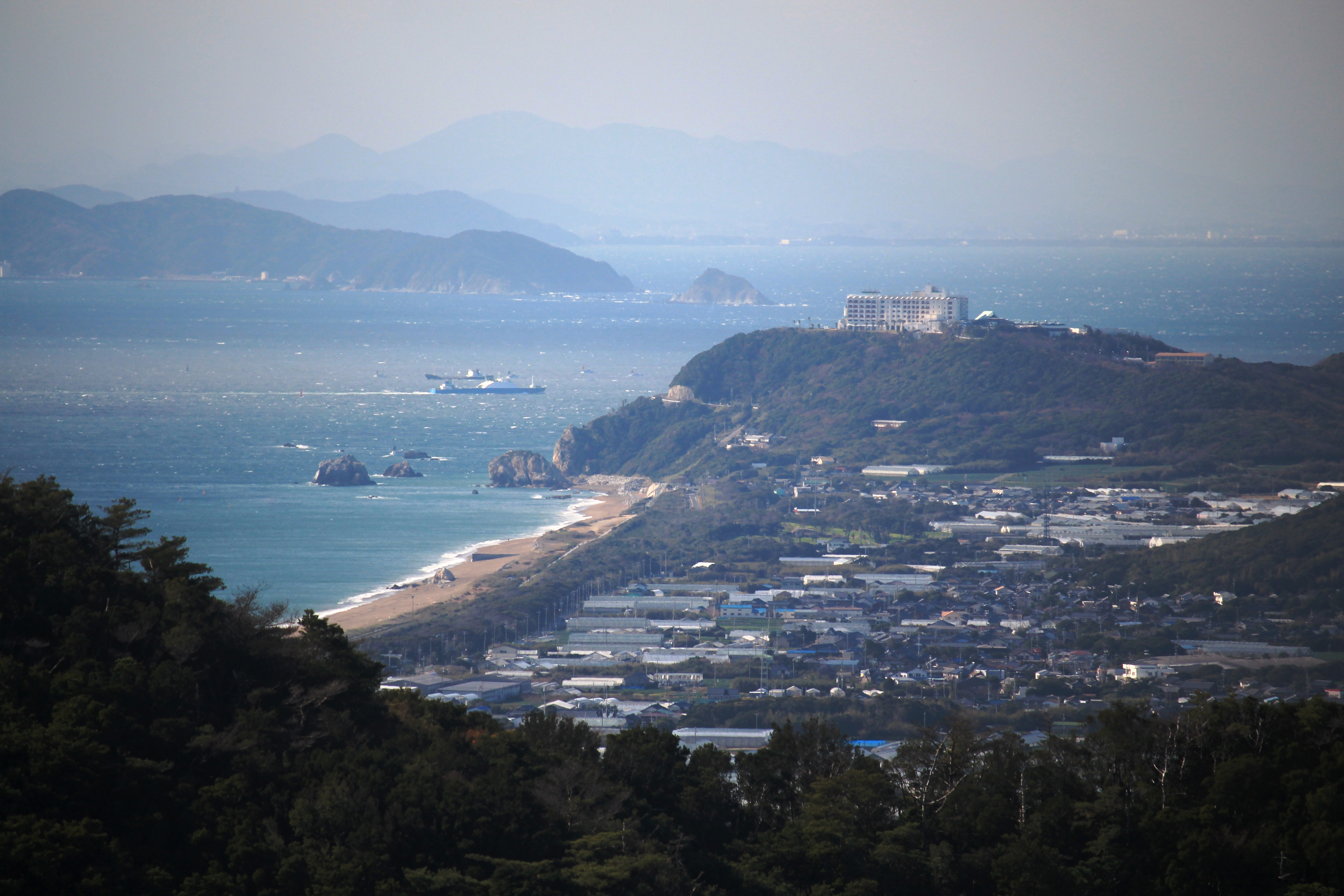
伊良湖岬方面と伊勢湾に浮かぶ三重県鳥羽市の小築海島、大築海島、答志島などの島々（西）
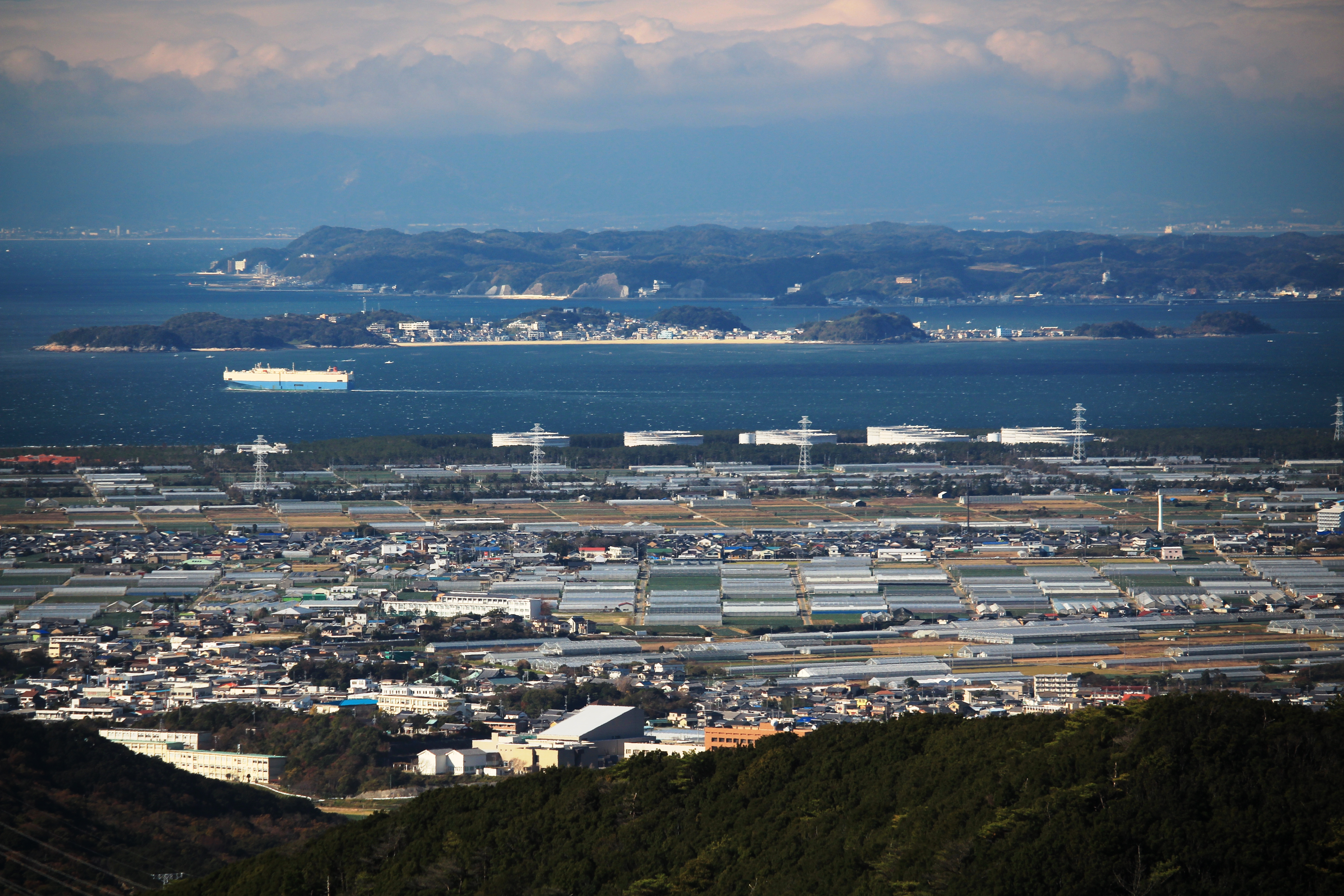
三河湾の篠島とその奥に知多半島（北西）